# Фуше, Адель
Адель Фуше (фр. Adèle Foucher; 27 сентября 1803 — 27 августа 1868) — жена французского писателя Виктора Гюго, с которым она была знакома с детства. Её роман с литературным критиком Шарлем-Огюстеном Сент-Бёвом лёг в основу романа «Сладострастие», написанного Сент-Бёвом в 1834 году. Адель же написала биографию своего мужа, опубликованную в 1863 году.

## Ранние годы
Адель Фуше родилась в Париже в семье Пьера Фуше, друга родителей Виктора Гюго. Брат Адель, Поль Фуше, оказал помощь Гюго, выдавая себя за автора его пьесы «Эми Робсарт», которая так и не была опубликована. Впоследствии Поль написал успешную сценическую адаптацию его же романа «Собор Парижской Богоматери».
За период своего ухаживания за Адель Гюго написал ей около 200 любовных писем, большинство из которых были опубликованы. Они венчались 12 октября 1822 года. Брат Виктора, Эжен Гюго, также был влюблён в Адель, и когда она вышла замуж, у него случился нервный срыв.
Леопольд, первый ребёнок Адель и Виктора, родился в 1823 году, но умер в младенчестве. В 1824 году на свет появилась дочь Леопольдина. Смерть юной Леопольдины в 1843 году, вскоре после её замужества, сильно потрясла её родителей и послужила источником вдохновения для написания её отцом множества стихов, включая посвящённый её памяти поэтический сборник «Созерцания» (Les Contemplations).
В 1826 году Адель родила сына Шарля, в 1828 году — сына Франсуа-Виктора, а в 1830 — дочь Адель. К этому времени Гюго уже прославился как талантливый поэт и писатель. Вскоре после рождения дочери Адель прекратила сексуальные отношения со своим мужем. Впоследствии у неё завязался роман с другом Гюго — литературным критиком Шарлем Огюстеном де Сент-Бёвом, который продолжался примерно до 1837 года.

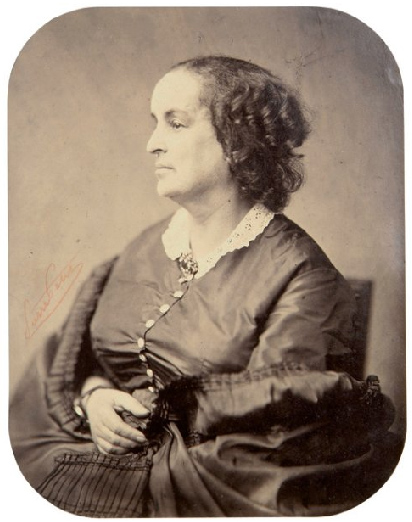
Адель Гюго в поздние годы, фотография Пьера Пети

## Поздние годы
В 1833 году Виктор Гюго познакомился с актрисой Жюльеттой Друэ, с которой у него на долгое время установились любовные отношения. Адель же постепенно свела свои отношения с Сент-Бёвом на нет. Хотя в какой-то момент Гюго всерьёз думал о разводе с Адель, их брак всё-таки был сохранён. Много позднее, когда они жили на острове Гернси, между женой и любовницей Гюго даже возникла своего рода дружба.
После периода своей политической активности в 1840-х годах Виктор Гюго рассорился с новым французским лидером Наполеоном III и покинул родину, отправившись сначала в Брюссель, а затем на остров Джерси. В октябре 1855 года Гюго нашёл себе постоянный дом (Отвиль-хаус) в Сент-Питер-Порте (остров Гернси), куда перевёз всю свою семью, чтобы жить там с ними. Живя в Брюсселе, Адель купила борзую, после смерти которой из неё сделали чучело и сохранили как экспонат.
Victor Hugo raconté par un témoin de sa vie, биография Виктора Гюго, написанная его женой, была опубликована в 1863 году и была отмечена отсутствием каких-либо упоминаний о сексуальных приключениях героя.
Адель умерла от «скопления крови в мозгу» в возрасте 64 лет, находясь в Брюсселе, и была похоронена в Вилькье, рядом с могилой своей дочери Леопольдины. Её сыновья провожали её в последний путь.